# Шумахов, Рамазан Магомедович
Рамаза́н Магоме́дович Шума́хов (род. 16 июля 1969) — советский и российский футболист; тренер. Играл на позиции защитника.

## Карьера

### Клубная
Профессиональную карьеру начал в 1991 году в майкопской «Дружбе», которая выступала во второй лиге. В дебютный сезон провёл 34 матча, в которых забил 2 гола. После распада СССР «Дружба» стартовала в первой лиге, а уже в первом Кубке России дошла до полуфинала, где уступила будущим обладателям кубка московским торпедовцам, а сам Шумахов провёл полуфинальный матч. В «Дружбе» играл вплоть до 2001 года. В 2001 году перешёл в возрождающийся «Терек», за который во втором дивизионе провёл 31 матч. В 2002 году перешёл в краснодарский «Немком», однако вскоре перебрался в «Спартак» из Анапы. В 2006 году вернулся в «Дружбу», однако сыграл лишь три матча.

### Тренерская
В марте 2006 года новым главным тренером «Дружбы» был назначен Нурбий Татаров, а Шумахов исполнял роль его помощника. В январе 2010 года главный тренер майкопчан Софербий Ешугов был уволен, исполняющим обязанности стал Константин Лепёхин, а Шумахов вновь был назначен одним из тренеров. 23 октября 2012 года был назначен исполняющим обязанности главного тренера «Дружбы»

## Достижения
«Дружба»
- Полуфиналист Кубка России: 1992/93